# Visual J++
J++ est l'implémentation de Java par Microsoft. Optimisé pour les plates-formes Windows, les programmes J++ ne peuvent fonctionner que sur la machine virtuelle MSJVM (Microsoft Java Virtual Machine).
J++ ne respecte pas correctement la norme Java. C'est pourquoi en 1998, un juge américain interdit à Microsoft l'utilisation de la marque Java pour les produits J++.
J++ est remplacé par J# en 2002, et Visual J++ par Visual J#.